# Socorro Rivera
Socorro Rivera är en ort i Mexiko.   Den ligger i kommunen Madera och delstaten Chihuahua, i den nordvästra delen av landet, 1 400 km nordväst om huvudstaden Mexico City. Socorro Rivera ligger 2 204 meter över havet och antalet invånare är 270.
Terrängen runt Socorro Rivera är kuperad västerut, men österut är den platt. Runt Socorro Rivera är det mycket glesbefolkat, med 4 invånare per kvadratkilometer. Närmaste större samhälle är San Pedro Madera, 10,0 km söder om Socorro Rivera. I omgivningarna runt Socorro Rivera växer huvudsakligen savannskog.